# 펠릭스 힐리
패트릭 조지프 힐리(영어: Patrick Joseph Healy, 런던데리 주 데리 ~)는 펠릭스 힐리(영어: Felix Healy)로 알려진 전직 북아일랜드 국가대표 축구 선수이자 가수로, 콜레인에서 활약했고, 이후 감독도 역임했다. 그는 매체 평론가로도 활동했다. 그는 현재 1부 리그 오브 아일랜드의 핀 하프스 이사진으로 활동하며 피터 휴턴과 공동 단장이다.
슬라이고 로버스에서 신고식을 치른 그는 1976년에 디스틸러리로 이적했다. 1978년 그는 핀 하프스로 이적한 뒤, 잉글랜드로 건너가 포트 베일에 입단했다. 2년 후, 그는 북아일랜드 무대로 복귀해 콜레인에서 활약했다. 7년 후, 그는 데리 시티로 둥지를 옮겼다. 1993년, 그는 콜레인의 선수 겸 감독으로 복귀했고, 1994년에 지휘봉을 내려놓고 은퇴했다. 이후, 그는 데리 시티를 4년 동안 지도했다. 1982년, 그는 북아일랜드 국가대표팀 경기에 4번 출전했다. 힐리는 조용히 은퇴하고 데리 시티와 이니쇼원 지역에서 인기 지역 음악인이 되었다.

## 클럽 경력
힐리는 십대에 슬라이고 로버스에서 1군 신고식을 치르고, 1976년에 디스틸러리로 이적했다. 구단은 구장이 없는 애로사항이 있었고, 힐리는 1시즌도 마무리하지 못하고 상황이 불리하게 돌아갔다. 1977년 3월, 그는 핀 하프스로 둥지를 옮겨 리그 오브 아일랜드 무대에 복귀했다.
그는 하프스 소속으로 일취월장했다. 그는 인상적인 활약으로 리그 오브 아일랜드와 타일러 전아일랜드컵 준우승을 거두었다. 1978년 10월, 잉글랜드의 포트 베일은 그를 영입하려 £8,000을 들였다. 그는 4부 리그에서 2년을 보내고 아일랜드 해를 다시 건너 빅터 헌터 감독이 이끄는 콜레인으로 1980년 7월에 이적했다. 그는 "밴 해안인" 소속으로 1981-82 시즌에 아일랜드 리그와 컵 2관왕 근처까지 갔지만, 둘 다 모두 린필드에게 내주었다. 그러나, 그는 얼스터 올해의 축구 선수와 북아일랜드 국가대표팀 차출로 위로받았다. 그는 이후에도 콜레인에서 훌륭한 활약을 펼쳤고, 힐리는 얼스터컵 우승과 아이리시컵 준우승을 거두었다. 그러나, 그는 페널티 킥으로 골을 넣고도 1986년 결승전에서 글렌토런에 1-2로 패했다.
콜레인 시절, 그는 8번의 유럽 대회 경기에 출전했는데, UEFA컵 2경기에서 득점에 성공했는데, 1983년 9월과 1986년 9월에 스파르타 로테르담과 슈탈 브란덴부르크를 상대로 골망을 흔들었다.
1987년, 힐리는 고향을 연고로 하는 데리 시티로 이적해 리그 오브 아일랜드, FAI컵(결승전에서 1-0 결승골 득점), 그리고 리그 오브 아일랜드 컵을 1988-89 시즌에 우승해 국내 3관왕을 달성했다. 데리 시티는 아이리시 리그를 우승한 지 20년 넘는 세월 만에 첫 주요 대회 우승을 거두었다. 그는 1987년 9월 20일에 데리의 프리미어 디비전 1호골 주인공도 되었다. 그는 고향 구단 소속으로 162번의 경기에 출전해 38골을 기록했다.

## 국가대표팀 경력
힐리는 스코틀랜드와의 브리티시 홈 챔피언십 경기에서 실험적인 선발 명단에 이름을 올려 국가대표팀 첫 경기를 치렀다. 이후, 웨일스와의 월드컵 최악의 연습 경기에서 0-3으로 패할 당시 2번째 경기를 출전했다. 힐리는 빌리 빙엄 감독의 기대를 어느정도 충족시키며, 스페인에서 열린 1982년 월드컵의 명단에 이름을 올렸다. 그는 1경기를 출전했는데, 1-1로 비긴 온두라스와의 경기에서 마틴 오닐과 교체로 투입되었다. 그는 월드컵 본선 경기에 출전한 최초이자 2022년 기준으로 유일한 아이리시 리그 선수로 기록되었다. 그는 월드컵 이후 치른 첫 경기인 오스트리아와의 경기에서 4번째이자 마지막으로 국가대표팀 경기에 출전했다.
그는 아이리시 리그 대표팀의 주전이었다. 그는 3경기에 출전했는데, 3-3으로 비긴 베오그라드전(유고슬라비아 리그 대표), 그리고 리그 오브 아일랜드 대표와의 2경기에 출전했는데, 이 중 1경기는 1984년에 4-0으로 이겼고(그도 득점했다), 1986년에는 1-2로 패했다.

## 감독 경력
1993년 10월, 힐리는 콜레인에 선수 겸 감독으로 복귀해 윌리 맥폴의 바통을 이어받았고, 이후 1994년 12월에 데리의 감독으로 복귀했다. 그는 4년 동안 브랜디웰 경기장에 머물렀고, 힐리는 데리를 리그와 FAI컵 우승을 거두고 1998년에 지휘봉을 내려놓았다. 힐리는 2004년 5월에 핀 하프스의 감독으로 깜짝 취임하기 전까지 야인으로 남았다. 침체기에 빠진 구단을 추스린 그는 핀 파크 연고 구단에서 우승으로 1부 리그 승격을 승격을 이룩했다. 그러나, 구단은 프리미어십에서 고전하면서 그는 2005년 7월에 해임되었다.

## 기타 활동
북아일랜드 국가대표팀 활동 시절, 힐리는 정육점에서 견습생이었고, 클럽 가수로 밤에 급여를 벌었다. 드라이브105.3FM의 방송 관리인으로서 세탄타 스포츠의 축구 평론가로 출연했고, 지역 방송사인 채널 9의 스포츠 기자로도 활동했다. 그는 "그리스"의 지역 공연자로서 데리에서 클럽 가수로 여러 곡을 불렀다.

## 사생활
힐리는 슬하에 3명의 자식을 두었다: 앨런, 조지나, 그리고 패트릭. 패트릭은 1989년 FAI컵 결승전에서 펠릭스 힐리가 결승골 득점 당시 마스코트였다.

## 경력 통계
| 구단            | 시즌    | 리그명                             | 리그 | 리그 | 컵   | 컵 | 기타 | 기타 | 합계 | 합계 |
| 구단            | 시즌    | 리그명                             | 출장 | 골   | 출장 | 골 | 출장 | 골   | 출장 | 골   |
| --------------- | ------- | ---------------------------------- | ---- | ---- | ---- | -- | ---- | ---- | ---- | ---- |
| 슬라이고 로버스 | 1974–75 | 리그 오브 아일랜드                 | 20   | 1    |      |    |      |      |      |      |
| 슬라이고 로버스 | 1975–76 | 리그 오브 아일랜드                 | 4    | 1    |      |    |      |      |      |      |
| 슬라이고 로버스 | 합계    | 합계                               | 24   | 1    |      |    |      |      |      |      |
| 핀 하프스       | 1978–79 | 리그 오브 아일랜드                 | 4    | 0    |      |    |      |      |      |      |
| 포트 베일       | 1978–79 | 4부 리그                           | 23   | 2    | 1    | 0  | 0    | 0    | 24   | 2    |
| 포트 베일       | 1979–80 | 4부 리그                           | 18   | 0    | 0    | 0  | 2    | 0    | 20   | 0    |
| 포트 베일       | 합계    | 합계                               | 41   | 2    | 1    | 0  | 2    | 0    | 44   | 2    |
| 데리 시티       | 1987–88 | 리그 오브 아일랜드 프리미어 디비전 | 29   | 3    |      |    |      |      |      |      |
| 데리 시티       | 1988–89 | 리그 오브 아일랜드 프리미어 디비전 |      |      |      |    |      |      |      |      |
| 데리 시티       | 1989–90 | 리그 오브 아일랜드 프리미어 디비전 |      |      |      |    |      |      |      |      |
| 데리 시티       | 1990–91 | 리그 오브 아일랜드 프리미어 디비전 | 25   | 4    |      |    |      |      |      |      |
| 콜레인          | 1991–92 | 아이리시 리그                      | 26   | 1    |      |    |      |      |      |      |

## 수상

### 선수
개인
- 북아일랜드 축구 기자 올해의 선수: 1981–82
- 얼스터 올해의 축구 선수: 1981–82

콜레인
- 얼스터컵: 1986, 1987
- 아이리시컵 준우승: 1982, 1986

데리 시티
- 리그 오브 아일랜드 프리미어 디비전: 1988–89
- FAI컵: 1989
- 리그 오브 아일랜드 컵
  - 우승: 1989, 1991
  - 준우승: 1990

### 감독
데리 시티
- 리그 오브 아일랜드 프리미어 디비전: 1996–97
- FAI컵: 1995

핀 하프스
- 리그 오브 아일랜드 퍼스트 디비전: 2004